# Крематорий (гурт)
«Крематорий» — радянський і російський рок-гурт. Лідер і вокаліст, а також автор майже всіх пісень — Армен Григорян.

## Історія
Гурт створений в 1983 році Арменом Григоряном і його однокурсником Віктором Троєгубовим. «Крематорий» спочатку виступає на квартирах і швидко набирає популярність в рок-кругах Москви, а після виходу альбому «Иллюзорный мир» (1985) приходить популярність на всесоюзному рівні. Гурт починають запрошувати на концерти в інші міста. Проте в «Крематории» починається розлад між двома лідерами, в результаті якого Троєгубов покидає колектив і створює проєкт «Дым». «Крематорий» все ж продовжує набирати оберти: в 1988 році записується «Кома» — альбом, який надав гуртові остаточний статус «хедлайнера» радянської рок-сцени. Пісню «Мусорный ветер» (написана під враженням однойменного твору А. Платонова), показують по центральному телебаченню, гурт їздить по країні з численними концертами. Але всередині команди знову назріває криза — колектив покидають декілька музикантів, група фактично розпадається. Григоряну вдається набрати новий склад, який практично без змін існує й понині.
У 1993 році записується альбом — «Двойной альбом». У 1994 році знімається фільм «Тацу» за участі Насті Полевої та «Крематория». Та фільм вийшов слабким і не потрапив у прокат, але його відеоматеріали стали основою ряду відео-кліпів гурту. Тим часом «Крематорий» продовжує творче життя: періодично виходять в світ нові альбоми, гурт гастролює по колишньому Союзу та дає концерти в Ізраїлі, Німеччині і США… Гурт користується увагою критиків, і залишається улюбленою багатьма фанатами. Лірика Григоряна багатогранна, в піснях перетинаються реальний і потойбічний світи. Особливу увагу Армен приділяє темі життя після смерті, різним релігіям. Тексти пісень, в 80-их роках частенько спеціально грубі, «побутові», сьогодні стали досить елітарними. На музику «Крематория» завжди впливали різні музичні течії від вальсу до важкого року. В аранжуваннях на одному рівні з соло-гітарою приділяється увага скрипці, що додає «Крематорию» особливий колорит.
Останнім часом Григорян намагається вийти на новий рівень творчості і створює сольний проєкт «Третий Ангел». Виходить альбом «Третьего Ангела» під назвою «Китайский танк». Група «Крематорий» на чолі з Арменом при цьому продовжує діяти паралельно.
І лише у 2008 році побачила світ нова платівка "Амстердам"і оновився склад гурту .  За п'ять років з'явився альбом "Чемодан президента", а 2016 рік подарував концептуальну платівку "Люди - невидимки"

## Склад
Склад гурту змінювався неодноразово. Єдиний постійний музикант — Армен Григорян.
Сучасний склад:
- Армен Григорян — вокал, гітара, автор пісень,
- Максим Гусельщиков — скрипка,
- Андрій Єрмола — ударні,
- Микола Коршунов — бас,
- Володимир Куліков — гітара.

## Дискографія

### Номерні альбоми
- Винные мемуары (1983)
- Крематорий II (1984)
- Иллюзорный Мир (1985)
- Кома (1988)
- Клубника со льдом (1989)
- Зомби (1991)
- Танго на облаке (1994)
- Текиловые сны (1995)
- Микронезия (1996)
- Гигантомания (1996)
- Ботаника (1997)
- Три источника (2000)
- Мифология (2002)
- Рок’N’Roll (2003)
- Амстердам (2008)
- XXV Лет (2009)
- Чемодан Президента (2013)
- Люди-невидимки (2016)

### Збірники
- Живые и мертвые (1988)
- Двойной альбом (1993)
- Легенды русского рока. Крематорий (1996)
- Трилогия (1998)
- Fan Tom (2000)
- Сирены Титана (2002)
- Легенды русского рока. Крематорий. Выпуск 2 (2003)

### Сингли
- Бесы в моих снах (1995)

### Раритетні записи
- Неизданное (1999)
- Реквием для всадника без головы (2001)

### Концертні записи
- Unplugged (1992)
- Концерт в Горбушке (1996)
- Юбилейный (2004)

### Відеозаписи
- Крематорий. 10 лет (VHS) (1993)
- Крематорий. 20 лет (CD) (2003)
- Крематорий. Юбилейный (DVD) (2004)
- Амстердам (DVD) (2008)